# Dirty Diana
«Dirty Diana» es una canción del artista estadounidense Michael Jackson, presente en su séptimo álbum de estudio Bad. Se lanzó a través de Epic Records el 18 de abril de 1988 como el quinto sencillo de dicho disco. La canción presenta un sonido más cercano al hard rock, similar al de «Beat It», del álbum Thriller. «Dirty Diana» fue compuesta por Jackson y Quincy Jones. Su letra está asociada a las admiradoras, posee un tempo moderado y está en la tonalidad de sol menor.
«Dirty Diana» tuvo en general una buena recepción por parte de los críticos de música contemporánea. El tema fue un éxito comercial a nivel mundial en 1988 y alcanzó la cima de la lista estadounidense Billboard Hot 100. También logró ingresar al top 10 en muchos países, entre los que se cuentan el Reino Unido, Francia, Italia y Nueva Zelanda. «Dirty Diana» fue el quinto y último éxito número uno en el Hot 100 de Bad. En 2009, tras la muerte de Jackson en junio, reingresó en las listas, principalmente debido a las ventas digitales. Se filmó un video promocional para el sencillo junto a un público en directo que se lanzó en 1988.

## Contexto y descripción

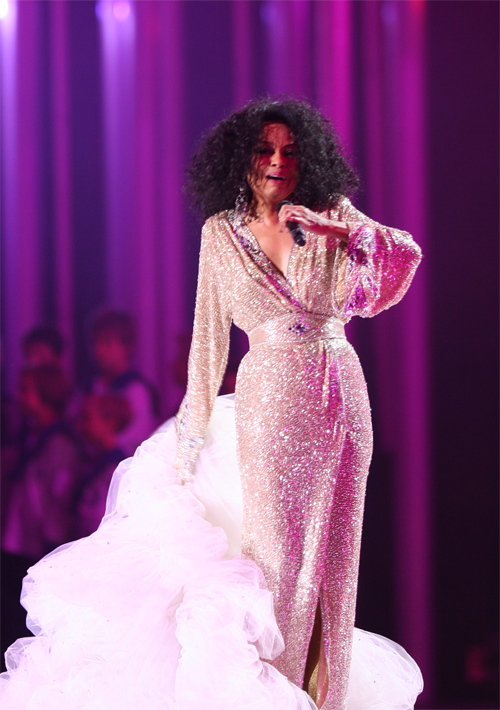
Si bien se pensó que «Dirty Diana» hace referencias a un romance de Jackson con su amiga Diana Ross, Jackson y Jones lo negaron.

«Dirty Diana» fue compuesta por Michael Jackson y producida por él y Quincy Jones. Se lanzó como el quinto sencillo de su séptimo álbum de estudio, Bad, a través de Epic Records, el 18 de abril de 1988. Luego de «Beat It», «Dirty Diana» fue la segunda canción de hard rock en la carrera solista de Jackson. Más específicamente una balada de hard rock, su letra trata sobre una admiradora insistente. Jackson contrató al inicialmente guitarrista de Billy Idol Steve Stevens para que lo acompañe en el tema. En aquel tiempo se sugirió que la canción se inspiró en un supuesto romance entre Jackson y su cercana amiga Diana Ross, cosa que más tarde se negó. También se sugirió que Michael Jackson compuso el tema luego de que un reportera le pidiera acostarse con él, a lo que él se negó, causando ira en ella, quien publicó una nota negativa sobre el cantante. En una entrevista para la edición especial de Bad, Jones confirmó que la letra de la canción era sobre admiradoras. Jackson también lo mencionó durante una entrevista con Barbara Walters y añadió que no era acerca de la princesa Diana, aunque ella le dijo que se trataba de una de sus favoritas entre las canciones del estadounidense.
En su reseña de Bad, el crítico de Los Angeles Times Richard Cromelin describió claramente a «Dirty Diana» como una canción de hard rock y comentó sobre ella: «"Dirty Diana" quiere ser el "Beat It" de este año, una canción de hard rock sobre una admiradora tenaz que orbita sobre el solo de Steve Stevens». Stephen Thomas Erlewine de All Music Guide observó sobre el álbum que «significó que se metiera más adentro del hard rock, del sentimentalista rock alternativo, del hard dance esencialmente llevando cada parte de Thriller al extremo» y la llamó «la misógina "Dirty Diana"».
Jon Pareles, crítico de The New York Times vio a «Dirty Diana» como una canción sobre una «admiradora que presiona al narrador y combina los temores sexuales de "Billie Jean" con la guitarra de hard rock de "Beat It"». Jay Cocks de la revista Time también la consideró el «equivalente a "Billie Jean" sobre un mal romance». En su reseña de Bad, el Philadelphia Inquirer describió a «Dirty Diana» como una balada de heavy metal y comentó: «Además, para conformar al público roquero (con un estilo que es una cruza del éxito de Thriller "Beat It" con Eddie Van Halen), Michael creó una "Dirty Diana" con rasgos de heavy metal con el guitarrista de Billy Idol, Stevie Stevens». La canción está compuesta en un compás de 4/4 y posee un tempo moderado de 104 pulsaciones por minuto. La voz de Jackson cubre un registro de si♭3 a sol5. Su instrumentación consiste en guitarra y piano y está en la tonalidad de sol menor.

## Recepción crítica y comercial

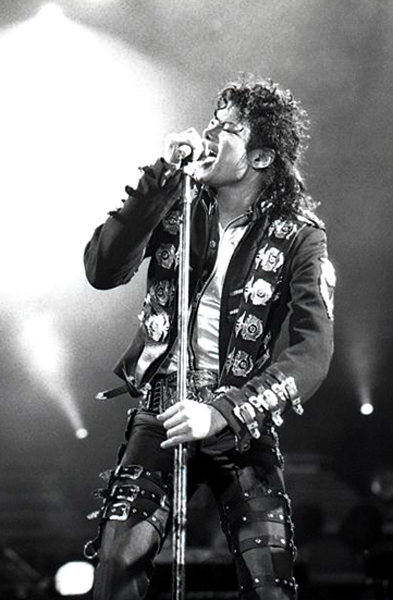
Michael Jackson en una presentación en Austria en 1988.

«Dirty Diana» recibió opiniones polarizadas de la crítica de música contemporánea. El crítico Robert Christgau vio a «Dirty Diana» como «misógina como cualquier pedazo de metal». Jon Pareles comentó que la canción «reduce a Jackson a un quejoso aterrado». Davitt Sigerson de la Rolling Stone escribió una reseña más positiva en cuanto a la canción. A pesar de que la calificó como un «relleno», comentó que, junto con «Speed Demon» hace que Bad sea «más rico, más atractivo y mejor que el inolvidable Thriller». Singerson también notó que «Dirty Diana» era un «tema sustancioso» debido a su «melodía carente de contenido». Jennifer Clay de Yahoo! Music comentó que mientras que la imagen más nerviosa de Jackson era «un poco difícil de tragar» funcionaba bien en las canciones «Bad», «Man in the Mirror» y «Dirty Diana», pero no «en el grado de Thriller».
«Dirty Diana», como los anteriores sencillos de Bad, ingresó entre el top 20 y el top 10 a nivel internacional. Llegó a la cima del Billboard Hot 100 el 2 de julio de 1988, tras permanecer nueve semanas en la lista. «Dirty Diana» fue el quinto sencillo consecutivo en llegar a la cima del Hot 100. En forma internacional, la canción ingresó entre las primeras treinta posiciones en muchas listas de venta. Ingresó en el primer puesto en la lista de España, donde permaneció solo una semana. También ingresó en el top 5 de Dinamarca, Países Bajos y Nueva Zelanda, donde ocupó los números dos, tres y cinco respectivamente. Ingresó en las listas de venta del Reino Unido el 16 de julio de 1988 en el puesto 14 y la semana siguiente ascendió al número 4, donde permaneció por dos semanas.
«Dirty Diana» llegó al puesto seis en Italia, al siete en Austria y al noveno en Francia. El tema ingresó en el puesto 17 en Noruega, como así en el puesto 29 y 30 en Suecia y Australia respectivamente. Tras la muerte de Jackson en junio de 2009, la popularidad de su música experimentó un resurgimiento, básicamente debido a las ventas digitales. Por ello, al mes siguiente el tema ingresó en el puesto 18 en la lista francesa el 4 de julio de 2009, y el 12 en el decimotercer lugar en la lista suiza. «Dirty Diana» reingresó en las listas británicas el 4 de julio de 2009 en el puesto 50; la semana siguiente escaló hasta la posición 26 y comenzó a descender en las semanas siguientes.

## Video promocional
El video promocional del tema se filmó a principios de 1988 frente a un público en directo durante el Bad World Tour. Con sus siete minutos de duración, fue dirigido por Joe Pytka. Comienza con una pantalla en la que se lee Pepsi Presents Michael Jackson Tour 1988 («Pepsi presenta la gira de Michael Jackson de 1988») frente a un fondo blanco por cuarenta segundos. Tras mostrar una pantalla negra, se puede ver a Jackson a distancia cantando ante un público con luces exclusivamente azules. Durante la interpretación, usa una camisa blanca, una musculosa blanca y pantalones negros con tachas metálicas que se perciben mientras canta y baila. Durante la interpretación hay imágenes suyas cantando al lado de su guitarrista mujer transmitidas en la pantalla. Jackson empieza entonces a cantarle y bailarle a la mujer antes de caminar por una pasarela y bailar frente a un guitarrista varón. Se suele mostrar al cantante a cierta distancia. Cuando Jackson termina la canción, las luces se vuelven azules otra vez y Jackson abandona el escenario. El video ganó en la categoría del «video número uno en el mundo» en la segunda edición de los World Music Awards, celebrada el 14 de abril de 1989. También figura en los compilados Michael Jackson's Vision y Number Ones.

## Actuaciones en directo
«Dirty Diana» se interpretó durante la serie de conciertos de la Bad World Tour (de 1987 a 1989) y era la décima canción en el programa. Según Jackson en una entrevista con Barbara Walters, el tema estaba programado en una presentación de 1988 en el Estadio de Wembley durante la gira, pero, como entre el público se contaba la princesa Diana, consideró que se trataría de un insulto hacia ella y por eso se la sacó de la lista. Cuando se le avisó que era una de sus favoritas, Jackson la añadió otra vez. Kenny Ortega, el coreógrafo de la serie de conciertos de This Is It, afirmó en una entrevista que la canción estaba programada para los conciertos de 2009 a 2010. Ortega también comentó que Jackson había planeado ensayar el tema antes de morir. La interpretación incluiría una bailarina profesional de pole dance que llevaría al cantante a una cama de acero gigante donde haría acrobacias.

## Lista de canciones
| Sencillo de 7" y maxi sencillo de 12" 1. «Dirty Diana» – 4:42 2. «Dirty Diana» (instrumental) – 4:42 CD de 3" 1. «Dirty Diana» (edición del sencillo) – 4:42 2. «Dirty Diana» (instrumental) – 4:42 3. «Dirty Diana» (versión del álbum) – 4:52 | CD 1. «Dirty Diana» – 4:40 2. «Dirty Diana» (instrumental) – 4:40 DVD 1. «Dirty Diana» (video musical) – 5:08 |

## Créditos
- Arreglos y composición por Michael Jackson
- Producción por Quincy Jones y Michael Jackson
- Canto por Michael Jackson
- Arreglos rítmicos por Michael Jackson, John Barnes y Jerry Hey
- Arreglos de sintetizador por Michael Jackson, Quincy Jones y John Barnes
- Arreglos de instrumentos de cuerda por John Barnes
- Arreglos vocales por Michael Jackson
- Batería por John Robinson
- Guitarra eléctrica por Paul Jackson, Jr. y David Williams
- Solo de guitarra por Steve Stevens[3]

## Posiciones en las listas
| Listas (1988/2006/2009) | Posición más alta |
| ----------------------- | ----------------- |
| Australia               | 30                |
| Austria                 | 7                 |
| Dinamarca               | 2                 |
| Países Bajos            | 3                 |
| Europa                  | 1                 |
| Francia                 | 9                 |
| Italia                  | 6                 |
| Nueva Zelanda           | 5                 |
| Noruega                 | 17                |
| Suecia                  | 29                |
| Suiza                   | 3                 |
| Reino Unido             | 4                 |
| Billboard Hot 100       | 1                 |
| Hot R&B Singles         | 8                 |